# Tomasz Hajto
Tomasz Nikodem Hajto (16 de Outubro de 1972) é um ex-futebolista e treinador polonês de futebol.
Começou a carreira no Halniak Maków Podhalánski, e se mudou rapidamente para o Góral `Zywiec. Em 1993/94 já estava no Górnik Zabrze. Hajto teve interesse de jogar em outros clubes, principalmente na Alemanha e Inglaterra. E conseguiu. Hajto se transferiu para o MSV Duisburg, que na época era da Segunda Divisão alemã. Depois se mudou para o FC Schalke 04. O contrato na equipe alemã expirou, depois foi para no 1. FC Nürnberg. Lá foi acusado de exame anti-doping e foi suspenso. O cantrato no Nürnberg acabou e se transferiu para o Southampton. Em janeiro de 2006 ficou sem contrato e foi para o Derby County.
Hajto jogou a Copa de 2002 Coréia/Japão pela seleção polonesa. Em 62 jogos pela equipe, marcou 6 gols. Na Copa ele era capitão.

## Títulos
FC Schalke 04
- Copa da Alemanha: 2001, 2002